# Vilhelm Thomsen
Vilhelm Ludvig Peter Thomsen, född den 25 januari 1842, död den 12 maj 1927, var en dansk filolog och professor i Köpenhamn 1887-1912.

## Banbrytare
Thomsen uppnådde banbrytande resultat efter att ha identifierat germanska och baltiska element i östersjöfinska språk. 
Han dechiffrerade också de fornturkiska piktogrammen i Orchon 1893 och studerade de indoeuropeiska språkens fonetik. Thomsen studerade också de romanska språkens samt de lykiska och etruskiska språkens historia. 
Uppslagsverket Facta betecknar honom som en varm Finlandsvän.
Thomsen invaldes som ledamot av Kungliga Vetenskapsakademien 1905 och som hedersledamot av Vetenskapssocieteten i Lund (HedLVSL)

### Namnetrusetymologi
Ursprunget till namnet har varit ett föremål för omfattande dispyt, men E. Kuniks och Vilhelm Thomsens hypotes blivit allmänt accepterad. Enligt dem härrör benämningen från finska språk. Namnet på Sverige är på finska "Ruotsi", på estniska "Rootsi", vilket i sin tur härstammar från Roslagen. I forntiden kallades ett område som i dag täcker Uppland, Södermanland och östra Gotland Rođer eller rođin. Thomsen föreslår i anslutning till detta att Rođer sannolikt härrör från rođsmenn eller rođskarlar, som betyder sjöfarande roddare.
Idag återfinns namnet rus i nationsbeteckningen "Rossija", dvs. Ryssland.